# کونی‌آکی کوایسو
کوایسو کونی‌آکی (انگلیسی: Kuniaki Koiso; ۲۲ مارس ۱۸۸۰ – ۳ نوامبر ۱۹۵۰) نخست‌وزیر ژاپن، سیاستمدار، و پرسنل نظامی اهل ژاپن بود.
وی همچنین برندهٔ جوایزی همچون نشان بادبادک طلایی شده‌است.